# C/1665 F1
C/1665 F1 è una cometa non periodica che poté essere vista ad occhio nudo nel 1665 quando arrivò, al suo perielio, a una distanza di circa 15,9 milioni di chilometri, ossia circa 0,106 au, dal Sole. A causa della sua eccezionale luminosità, è annoverata tra le "Grandi Comete" ed è spesso indicata come "Grande cometa del 1665".
Fu la seconda Grande Cometa dell'Età dell'Illuminismo, apparendo a pochi mesi di distanza da C/1664 W1, e fu osservata da tutti i più importanti scienziati e pensatori del mondo occidentale, tra cui Isaac Newton, Edmond Halley, Johannes Hevelius, Robert Hooke, Samuel Pepys, Giovanni Domenico Cassini e molti altri.

## Osservazione
Hevelius riporta che C/1665 F1 fu avvistata per la prima volta nel cielo mattutino del 27 marzo 1665 da alcuni osservatori francesi, mentre lui stesso poté osservarla nei cieli di Danzica tra il 6 aprile 1665, quando la descrisse con una coda lunga 17°, e il 20 dello stesso mese. Hevelius riporterà poi il dettaglio delle sue osservazioni della cometa nella sua opera Cometographia, data alle stampe nel 1668. Ad aprile, e in particolare dal 6 all'11, la cometa fu osservata anche da un giovane Isaac Newton, allora studente all'Università di Cambridge.
In Asia, C/1665 F1 fu avvistata per la prima volta da astronomi cinesi nel cielo mattutino del 28 marzo 1665, quando riferirono di "una stella straordinaria". Segnalata anche in Corea e Giappone, secondo resoconti cinesi la cometa raggiunse una lunghezza di 8° l'8 aprile e rimase visibile fino al 16 dello stesso mese.
Nelle Americhe, il gesuita francese François-Joseph Le Mercier vide per la prima volta la cometa dal Québec la mattina del 29 marzo e continuò ad osservarla a intermittenza fino al 17 aprile.
Il 25 aprile, C/1665 F1 superò il Sole a una piccola distanza angolare di circa 1,2° per gli osservatori sulla Terra, dopodiché non poté più essere vista dall'emisfero settentrionale.
Come spesso accadde, il passaggio della cometa e la sua lunga coda furono associati dall'opinione pubblica del tempo a diversi tipi di disgrazie, dalla siccità alle pestilenze, e atti di guerra. Molti studiosi, tra cui John Gadbury, che ne scrisse nel suo De Cometis del 1665, diedero interpretazioni astrologiche che lasciavano presagire l'avvicinarsi della fine del mondo e, tra i vari eventi nefasti imputati al passaggio di C/1665 F1, peraltro imputati anche al passaggio della precedente C/1664 W1, si possono citare l'epidemia di peste che colpì Londra tra il 1665 e il 1666, l'incendio che si propagò sempre a Londra nel settembre 1666, e la morte dell'arciduca Sigismondo Francesco d'Austria, avvenuta a Innsbruck il 25 giugno 1665.

## Valutazione scientifica
Gli studiosi e gli scienziati del tempo sfruttarono l'apparizione di C/1665 F1 come un'opportunità per intensificare le loro ricerche e discussioni filosofiche sulla natura delle comete, e ciò portò alla pubblicazione di diverse opere sull'argomento. Così, ad esempio, il passaggio delle comete del 1664 e del 1665 rafforzò il presupposto che le comete non fossero fenomeni naturali effimeri di origine terrestre e che esse non seguissero percorsi rettilinei, bensì curvilinei, come i pianeti, e che vi fosse quindi anche la possibilità di un loro ritorno.

## Orbita
Il primo a calcolare i parametri orbitali della cometa fu Edmond Halley, nel 1705, sulla base delle 8 osservazioni effettuate da Hevelius in 14 giorni.
C/1665 F1 si muove su un'orbita parabolica retrograda rispetto ai pianeti e inclinata di circa 159° rispetto all'eclittica. La cometa raggiunse il suo perielio il 24 aprile 1665, quando si trovava a circa 15,9 milioni di chilometri dal Sole, quasi quattro volte più vicino alla nostra stella rispetto a Mercurio. Nell'avvicinarsi al Sole, C/1665 F1 passò a una distanza di circa 3,5 unità astronomiche da Saturno nel luglio 1662, a circa 4 UA da Giove nel settembre 1663, raggiunse la sua maggior vicinanza alla Terra, pari a 0,57 UA (circa 85 milioni di chilometri), attorno al 4 aprile 1665, quindi superò Venere il 18 aprile, a una distanza di circa 96 milioni di chilometri, e Mercurio il 26 aprile, passando a circa 33 milioni di chilometri dal pianeta. All'inizio di giugno, ci fu poi un altro avvicinamento a Giove, quando la cometa passò a circa 4,75 UA dal gigante gassoso.
Naturalmente, in considerazione dei parametri orbitali incerti, tutte le date di calendario e le distanze indicate sono da considerarsi solo come valori approssimativi e, sempre a causa di tale incertezza, non è possibile affermare se e, in tal caso, quando la cometa potrebbe tornare nel sistema solare interno .